# Хлорид бериллия
Хлори́д бери́ллия (англ. Beryllium chloride) — химическое соединение с формулой BeCl2. Представляет собой белые или слегка зеленоватые игольчатые кристаллы, расплывающиеся на воздухе из-за сильной гигроскопичности. В основном существует в виде устойчивого кристаллогидрата BeCl2•4H2O и гораздо менее устойчивого BeCl2•2H2O. В парах, при температуре от 500 до 600°С хлорид бериллия существует в виде димера Be2Cl4.

## Свойства
Безводный хлорид бериллия очень гигроскопичен и хорошо растворим в воде с выделением большого количества тепла. Хорошо растворим в метиловом, этиловом и пропиловом спиртах, диэтиловом эфире и бензоле. Мало растворим в хлороформе и практически нерастворим в ацетоне.
Тетрагидрат хлорида бериллия растворяется в воде конгруэнтно, дигидрат — инконгруэнтно.
В водном растворе хлорид бериллия склонен к гидролизу, степень которого зависит от рН раствора. Присутствие соляной кислоты подавляет гидролиз. В концентрированных солянокислых растворах образует с НСl катионные комплексы, например [BeCl]+.
Водный раствор ВеСl2 хорошо проводит электрический ток. Расплавленный ВеСl2 практически не электропроводен. Добавление в расплав щелочных хлоридов, в том числе хлорида натрия, повышает электропроводность и понижает температуру расплава, вследствие образования Nа2ВеСl4 (в водных растворах подобных анионных комплексов не обнаружено), что имеет существенное значение для электролитического производства бериллия.
При высоких температурах существует в виде линейных молекул.

## Получение
Лабораторным способом получения хлорида бериллия является взаимодействие карбоната, оксида или гидроксида бериллия с соляной кислотой:

{\displaystyle {\mathsf {BeCO_{3}+2HCl\longrightarrow BeCl_{2}+CO_{2}+H_{2}O}}}
{\displaystyle {\mathsf {BeO+2HCl\longrightarrow BeCl_{2}+H_{2}O}}}
{\displaystyle {\mathsf {Be(OH)_{2}+2HCl\longrightarrow BeCl_{2}+2H_{2}O}}}
Хлорид бериллия может быть получен взаимодействием металлического бериллия с хлором при температурах от 500 °C до 700 °C:
{\displaystyle {\mathsf {Be+Cl_{2}\longrightarrow BeCl_{2}}}}
Хлорид бериллия также образуется при взаимодействии оксида бериллия с хлором при температуре выше 1000°С. При этом в присутствии угля данная реакция идет легче и при гораздо меньших температурах (600—800°С):
{\displaystyle {\mathsf {2BeO+2Cl_{2}\longrightarrow 2BeCl_{2}+O_{2}}}}
{\displaystyle {\mathsf {BeO+Cl_{2}+C\longrightarrow BeCl_{2}+CO}}}
Хлорид бериллия образуется при нагревании оксида бериллия со многими хлорсодержащими соединениями:
{\displaystyle {\mathsf {BeO+COCl_{2}\longrightarrow BeCl_{2}+CO_{2}}}}
{\displaystyle {\mathsf {2BeO+CCl_{4}\longrightarrow 2BeCl_{2}+CO_{2}}}}

## Химические свойства
Хлорид бериллия реагирует со щелочами и водным раствором аммиака с образованием нерастворимого гидроксида бериллия:
{\displaystyle {\mathsf {BeCl_{2}+2NaOH\longrightarrow Be(OH)_{2}+2NaCl}}}
{\displaystyle {\mathsf {BeCl_{2}+2NH_{4}OH\longrightarrow Be(OH)_{2}+2NH_{4}Cl}}}
При взаимодействии хлорида бериллия с карбонатами щелочных металлов или аммония образуется осадок основного карбоната бериллия:
{\displaystyle {\mathsf {BeCl_{2}+2Na_{2}CO_{3}+H_{2}O\longrightarrow [BeOH]_{2}CO_{3}+4NaCl+CO_{2}}}}
Хлорид бериллия вступает в обменные реакции с другими солями, образуя нерастворимые соединения бериллия, например:
{\displaystyle {\mathsf {3BeCl_{2}+2Na_{3}PO_{4}\longrightarrow Be_{3}(PO_{4})_{2}+6NaCl}}}

Хлорид бериллия не восстанавливается водородом, для его восстановления при высокой температуре применимы лишь натрий, кальций, магний и некоторые другие металлы:
{\displaystyle {\mathsf {BeCl_{2}+Ca\longrightarrow Be+CaCl_{2}}}}
{\displaystyle {\mathsf {BeCl_{2}+2Na\longrightarrow Be+2NaCl}}}
При нагревании кристаллогидратов или упаривании водных растворов хлорида бериллия образуется труднорастворимый в воде основной хлорид:
{\displaystyle {\mathsf {BeCl_{2}+H_{2}O\longrightarrow Be(OH)Cl+HCl}}}
Хлорид бериллия имеет большую склонность к образованию комплексов с аммиаком. Известны четыре аммиаката хлорида бериллия: [Ве(NH3)12]Сl2, [Ве(NH3)6]Сl2, [Ве(NH3)4]Сl2, [Ве(NH3)2]Сl2, причем низшие аммиакаты достаточно устойчивы. Аналогичные комплексные соединения получены со многими органическими аддендами (с пиридином, ацетоном, эфиром, нитрилами и др.). Наиболее важен из них диэтилэфират [Ве((С2Н5)2О)2]Сl2,получаемый растворением ВеСl2 в диэтиловом эфире.

## Применение
Хлорид бериллия используется как сырье для получения бериллия электролизом или путём взаимодействия с металлическим магнием, а также как катализатор реакций Фриделя-Крафтса и полимеризации.

## Биологическое воздействие
- Хлорид бериллия, как и другие его галогениды, токсичен для человека[3]
- Предельно допустимая концентрация хлористого бериллия в воздухе рабочей зоны составляет 0,001 мг/м3 (в пересчёте на бериллий).[источник не указан 1728 дней]
- На сегодня доказан его токсический (в том числе – и цитотоксический), сенсибилизирующий, эмбриотоксический и канцерогенный эффекты. Последний установлен в эксперименте на животных определенных видов и обсуждается в отношении человека. Бериллий и его соединения имеют способность проникать во все органы, клетки и их ядра, в клеточные органеллы, в частности, в митохондрии. Он повреждает клеточные мембраны, в том числе – и их липидные компоненты, нарушая микровязкость. Бериллий тормозит активность АТФ–азы саркоплазматического ретикулума путем ингибирования транспорта магния и кальция.

```
   Проникая в ядра клеток, бериллий снижает активность ферментов синтеза ДНК, в частности ДНК–полимеразы, имеются указания на значение нарушений синтеза ДНК для появления аномальных белков, играющих роль аутоантигенов.

   Цитотоксический эффект соединений бериллия изучен на фагоцитах. В частности, введение сульфата и цитрата бериллия вызывает блокаду клеток системы мононуклеарных фагоцитов и снижает индекс фагоцитоза на 65–75%. Введение фосфата бериллия подавляет воспалительную реакцию.
   При внутритрахеальном введении соединений бериллия происходит повышенный выход макрофагов и полинуклеаров в просвет альвеол. Однако подвижность макрофагов при этом снижается, их органеллы повреждаются и снижается синтез ДНК.

   Показано, что при ингаляции растворимых солей бериллия разрастается соединительная ткань преимущественно в периваскулярных и перибронхиальных зонах. Фиброз развивается в ответ на проникновение бериллия в легкие, причем этот процесс имеет максимальную скорость в течение первого месяца после внутритрахеального введения гидроокиси бериллия. Склероз легочной ткани, как правило, сочетается с возникновением своеобразных гранулем. Электронно-микроскопические и гистохимические исследования последних лет показали сходство их с гранулемами аллергического характера. Доказано, что в лимфоцитах гранулем число органелл увеличено. Этот факт и наличие большого числа свободных рибосом свидетельствуют об их активном состоянии. Эпителиоидные клетки гранулем возникают из мононуклеаров и лимфоцитов. Уже в первые месяцы после ингаляции растворимых соединений бериллия развиваются гранулемоподобные узелки, состоящие из лимфоидно–гистиоцитарных элементов. В центре таких узелков обнаруживаются распадающиеся макрофаги и клеточный детрит. Это трактуется как результат выхода бериллия при гибели макрофагов, поглотивших его.
4
```